# 常无名
常無名（688年—744年），河内郡温县（今河南省温县）人，唐朝狀元、官员。
祖父常毅，官至杞王府司馬；父常楚珪，官至慶王文學。生於垂拱四年（688年），景云三年（712年）壬子科狀元，主考官是房光庭；同年又登手笔俊拔、超越流辈科。开元十年（722年），又取文藻宏丽科。开元十四年（726年）任鄠县尉，官至礼部员外郎。唐玄宗天寶三載（744年）卒。